# پوکوانا (داکوتای جنوبی)
پوکوانا(به انگلیسی: Pukwana) شهری در ایالت داکوتای جنوبی کشور ایالات متحده آمریکا است که جمعیت آن در سرشماری سال ۲۰۱۰ میلادی، ۲۸۵ نفر بوده‌است.